# Ernesto Quesada

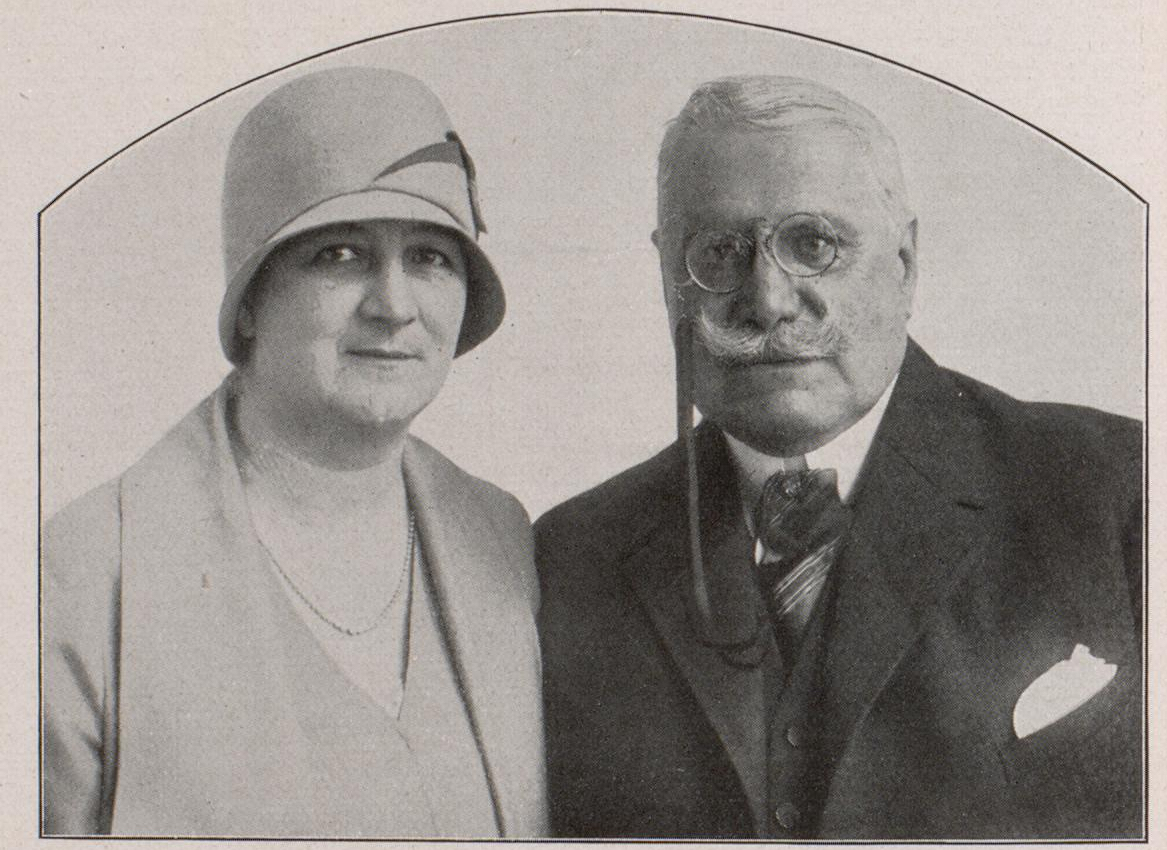
Ernesto Quesada mit seiner zweiten Ehefrau Leonore Niessen-Deiters (um 1928)

Ernesto Quesada (* 1. Juni 1858 in Buenos Aires; † 7. Februar 1934 in Spiez (Schweiz)) war ein argentinischer Jurist, Publizist, Historiker und Sprachwissenschaftler.

## Leben
Von 1869 bis 1872 assistierte er am Colegio San José. Von 1873 bis 1875 reiste er mit seinem Vater Vicente Gaspar Quesada nach Europa und lernte kurze Zeit in einem Gymnasium in Dresden. Nach seiner Rückkehr nach Buenos Aires im Jahre 1875 legte er am Colegio Nacional sein Abitur ab. Ab 1878 studierte er zwei Jahre in Berlin und Leipzig. 1882 erlangte er an der Universität von Buenos Aires den Titel Doktor der Rechtswissenschaften (doctorado en derecho). In dieser Zeit erwachte sein Interesse für Reisen und klassische Sprachen. Von 1881 bis 1885 gab Quesada die Revista de Buenos Aires heraus.
1883 heiratete er Eleonora Pacheco. 1898 schrieb Quesasa das Buch „La época de Rosas: su verdadero carácter histórico“. Im Jahre 1905 nahm er einen Lehrauftrag an der Facultad de Filosofía y letras de la UBRA an. Später unterrichtete Quesada an der Universidad Nacional de La Plata und an der Facultad de Derecho y Ciencias Sociales de Buenos Aires. 1909 reiste Quesada nochmals nach Europa. Seine dabei gesammelten Erfahrungen veröffentlichte er 1910 unter dem Titel „La eseñanza de la historia en las universidades alemanas“. 1911 erschien in der Revista Argentina de Ciencias Politicas der Aufsatz “La educación social argentina”, 1912 in der Revista de la Universidad de Buenos Aires der Aufsatz “Los sistemas de promoción en la Universidad de Londres”.
1914 lernte Quesada Leonore Niessen-Deiters kennen, die er später heiratete. Im Jahre 1916 nahm Quesada am 2. Congreso Científico Panamericano in Washington, D.C. (USA) teil. 1928 übersiedelte Quesada mit seiner zweiten Frau Leonore Deiters Quesada nach Spiez in die Schweiz, wo er seine letzten Lebensjahre verbrachte.
Er war ein enger Freund von Oswald Spengler.
Im Jahre seiner Umsiedlung schenkte er seine 82.000 Bände umfassende Privatbibliothek dem Staat Preußen und veranlasste damit die Gründung des Ibero-Amerikanischen Instituts, in dem sich auch sein Nachlass befindet.